# Todo el mundo cree que sabe
Todo el mundo cree que sabe fue un programa de concursos de Televisa, Fue transmitido cada sábado a las 9:00 p. m. y era conducido por Marco Antonio Regil. Basado en el formato estadounidense ¿Sabes más que un niño de primaria?.
El objetivo general era la acumulación de dinero que era donado a una escuela primaria. Dos adultos concursaban en cada emisión. El dinero que acumulaban ambos era sumado y otorgado a la institución que participaba. El programa inició sus transmisiones el sábado 13 de junio de 2009 y concluyó el sábado 20 de agosto de 2011 para dejar paso a otros programas de televisión por el paso de los años.
Los panelistas Arielle Signoret, Harold Azuara, Ana Pau Diaz, Axel Zapien, Cristopher Williams, Daniel Camacho, Nicole Lozoya,Libya Tagle ayudaban al concursante a acumular dinero.

## Objetivo
Se presentaban dos jugadores adultos (aunque en ocasiones eran tres), que tenían que contestar 10 preguntas diseñadas para niños de primaria. El jugador tenía tres opciones (ver usar y salvar) y contaba con cinco niños de primaria que le ayudaban a contestar las preguntas (2 cada uno). Con cada respuesta correcta, el dinero que obtenía iba aumentando, pudiendo llegar hasta $100,000.
Luego de haber concursado ambos jugadores, el que obtuvo mayor cantidad de dinero podía presentar su "examen final", en el que podía ganar otros 100,000 aparte de la cantidad que había ganado.

## Los niños
El concursante tenía por ayuda a cinco niños. Uno de ellos era alumno de la institución elegida. Los niños se ubicaban en pupitres a un lado del jugador. El jugador debía escoger a uno de ellos, que le ayudaba a contestar dos preguntas. El niño se ubicaba al lado del concursante, y respondía junto con él a la pregunta. La respuesta del niño, sin embargo, era secreta.
Con la ayuda de los niños panelistas Arielle Signoret, Axel Zapien, Ana pau Díaz, Cristopher Williams, Daniel Camacho, Harold Azuara, Nicole Lozoya y Tagle Guzmán.

## Preguntas
En el escenario del juego había ubicado un pizarrón en el que aparecían las diez materias sobre las cuales debía contestar. Después de seleccionada la materia, el jugador tenía que resolverla. En caso de error o de no conocer la respuesta, podía ser auxiliado por el niño que había escogido.

## Opciones de ayuda
El jugador contaba con tres ayudas para las preguntas:
- VER: con esta ayuda, podía ver la respuesta del niño que tenía a su lado. Después de haberla visto, podía decidir si usarla o no.
- USAR: el jugador utilizaba la respuesta del niño automáticamente, sin verla.
- SALVAR: esta ayuda era automática y no opcional. Si el jugador se equivocaba en su respuesta y el niño que escogió tenía la respuesta correcta, el jugador no perdía el dinero acumulado.

## Premio
Con cada respuesta correcta, el dinero para la escuela primaria aumentaba. Cuando el jugador terminaba su juego, donaba esa cantidad a la escuela. Un error termina el juego y las ganancias del jugador caen a la zona segura más alta alcanzada.
| Pregunta     | Dinero                |
| ------------ | --------------------- |
| Examen final | $200,000              |
| 10           | $100,000              |
| 9            | $70,000               |
| 8            | $50,000               |
| 7            | $35,000 (zona segura) |
| 6            | $23,000               |
| 5            | $15,000               |
| 4            | $10,000               |
| 3            | $6,000 (zona segura)  |
| 2            | $3,000                |
| 1            | $1,000                |

En caso de perder, tenía que decir:
"Hola, soy (nombre del jugador), soy (ocupación del jugador), pero un niño de primaria sabe más que yo"

## Juego perfecto
Un juego perfecto era cuando un participante llegaba a los $100,000 sin usar ninguna ayuda de los niños y contestar el examen final correctamente.
El único participante que logró esto fue José Luis González, que participó en el programa del 23 de enero de 2010.